# Socol

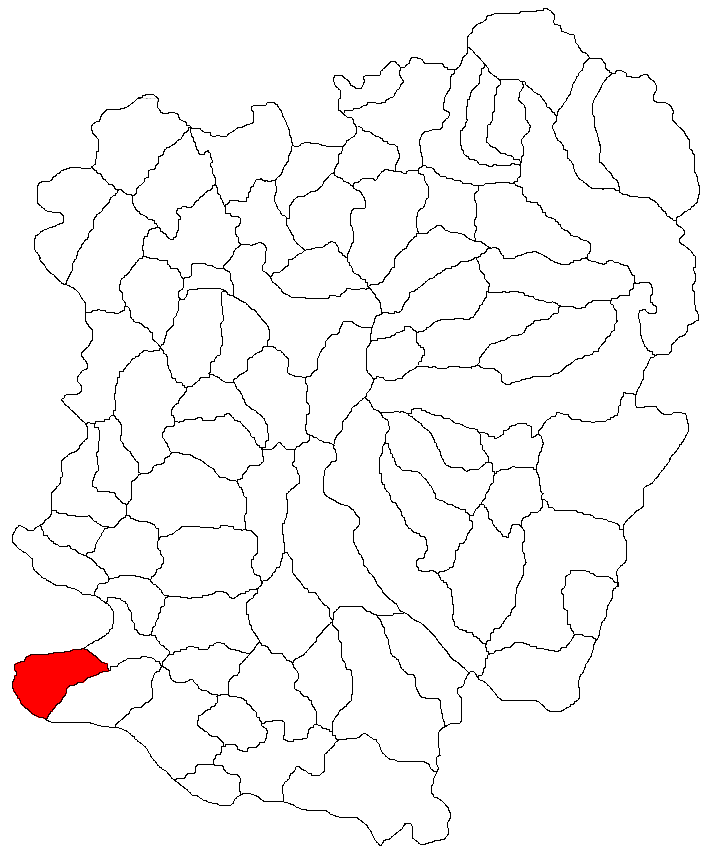
Lage der Gemeinde Socol im Kreis Caraș-Severin

Socol (deutsch Sokol, ungarisch Nérasolymos, serbokroatisch Соколовац, Sokolovac) ist eine Gemeinde im Kreis Caraș-Severin in der Region Banat in Rumänien. Zu der Gemeinde Socol gehören auch die Dörfer Baziaș, Câmpia, Pârneaura und Zlatița.

## Geografische Lage
Socol liegt im äußersten Südwesten des Kreises Caraș-Severin, an der Grenze zu Serbien, nahe der Mündung der Nera in die Donau.

## Nachbarorte
| Vračev Gaj       | Crvena Crkva                                | Bela Crkva |
| Banatska Palanka | Kompassrose, die auf Nachbargemeinden zeigt | Câmpia     |
| Ram              | Baziaș                                      | Divici     |

## Geschichte
In den Aufzeichnungen von 1690–1700 des Gelehrten Luigi Ferdinando Marsigli erscheint Slivovatz im Distrikt Palanca.
Auf der Josephinischen Landaufnahme von 1717 ist der Ort Sakalovaz eingetragen. Nach dem Frieden von Passarowitz (1718) war die Ortschaft Teil der Habsburger Krondomäne Temescher Banat. 1722 wurden deutsche Kolonisten hier angesiedelt, die jedoch während des Türkenkriegs von 1738 nach Bela Crkva flüchteten. Nach dem Türkenkrieg ließen sich Serben aus dem Drina-Tal in Socol nieder. Seitdem ist Socol ein mehrheitlich von Serben bewohntes Dorf. 1764 wurde das Dorf der Banater Militärgrenze einverleibt und dem Walachisch-Illyrischen Grenzregiment angegliedert. Der Vertrag von Trianon am 4. Juni 1920 hatte die Dreiteilung des Banats zur Folge, wodurch Socol an das Königreich Rumänien fiel.

## Bevölkerungsentwicklung
| 1880 | 3759 | 604  | 73  | 369 | 2713             |
| 1910 | 4928 | 888  | 182 | 115 | 3743             |
| 1930 | 4516 | 1525 | 20  | 49  | 2922             |
| 1977 | 3000 | 918  | 21  | 16  | 2045             |
| 2002 | 2301 | 993  | 28  | 6   | 1274             |
| 2011 | 1933 | 694  | 10  | 5   | 1224 (104 Roma)  |
| 2021 | 1602 | 787  | -   | 3   | 812 (615 Serben) |